# Viala-du-Pas-de-Jaux
Viala-du-Pas-de-Jaux är en kommun i departementet Aveyron i regionen Occitanien i södra Frankrike. Kommunen ligger  i kantonen Cornus som ligger i arrondissementet Millau. År 2022 hade Viala-du-Pas-de-Jaux 88 invånare.

## Befolkningsutveckling
Antalet invånare i kommunen Viala-du-Pas-de-Jaux
Referens: INSEE